# بيلاجيو (منتجع)
بيلاجيو هو منتجع وفندق وكازينو يقع في لاس فيغاس ستريب،بارادايس،نيفادا تمتلكه مجموعة بلاكستون وتديره أم جي أم ريزورتس إنتيرناشيونال.بدأ بناء المنتجع في 1996  وتم افتتاحه في 15 أكتوبر 1998.